# 丹野義彦
丹野 義彦（たんの よしひこ、1954年9月1日 - ）は、日本の臨床心理学者・公認心理師。医学博士。東京大学名誉教授。宮城県生まれ。

## 経歴
青森県青森高等学校卒。1978年 東京大学文学部心理学科卒。東大在学中に第19次『新思潮』に参加。1981年 東京大学大学院人文科学研究科修士課程修了。
1985年 群馬大学大学院医学系研究科博士課程修了。「精神分裂病における半球機能および半球間連絡機能障害:一連の認知課題による検討と批判的考察」で群馬大学より医学博士の学位を取得。群馬大学医療技術短期大学部助教授。
1991年　東京大学教養学部助教授。2006年　同教授。2018年　公認心理師養成大学教員連絡協議会会長。
2018年　一般社団法人公認心理師の会理事長。2020年　東京大学定年退職。東京大学名誉教授。

## 著書
- 『エビデンス臨床心理学 認知行動理論の最前線』日本評論社 2001
- 『性格の心理 ビッグファイブと臨床からみたパーソナリティ』サイエンス社 2003
- 『認知行動アプローチと臨床心理学 イギリスに学んだこと』金剛出版 2006
- 『ロンドンこころの臨床ツアー』星和書店 2008
- 『イギリスこころの臨床ツアー 大学と精神医学・心理学臨床施設を歩く』星和書店 2012
- 『アメリカこころの臨床ツアー アメリカ:精神医学・心理学臨床施設の紹介』星和書店 2010
- 『イタリア・アカデミックな歩きかた』有斐閣、2015年

### 共編著
- 『講座臨床心理学』全6巻 下山晴彦共編  東京大学出版会 2001-02
- 『自分のこころからよむ臨床心理学入門』坂本真士共著 東京大学出版会 2001
- 『認知行動療法の臨床ワークショップ サルコフスキスとバーチウッドの面接技法』金子書房 2002
- 『統合失調症の臨床心理学』横田正夫,石垣琢麿共編 東京大学出版会 2003
- 『臨床心理学研究法』誠信書房(臨床心理学全書 第5巻) 2004
- 『抑うつの臨床心理学』坂本真士,大野裕共編 東京大学出版会 2005
- 『不安障害の臨床心理学』坂野雄二,杉浦義典共編 東京大学出版会 2006
- 『臨床社会心理学』坂本真士,安藤清志共編 東京大学出版会 2007
- 『認知療法・認知行動療法事例検討ワークショップ 1』伊藤絵美共編著 星和書店 2008
- 『パーソナリティと臨床の心理学 次元モデルによる統合』杉浦義典共編 培風館 2008
- 『臨床認知心理学』小谷津孝明,小川俊樹共編 東京大学出版会 2008
- 『医療心理学を学ぶ人のために』利島保共編 世界思想社 2009
- 『心理学の謎を解く 初めての心理学講義』繁桝算男共編著 医学出版　2009
- 『臨床と性格の心理学』坂本真士,石垣琢麿共著 岩波書店(心理学入門コース　2009
- 『発達障害の臨床心理学』東條吉邦,大六一志共編 東京大学出版会 2010
- 『臨床ストレス心理学』津田彰,大矢幸弘共編 東京大学出版会 叢書実証にもとづく臨床心理学 2013
- 『臨床心理学』石垣琢麿,毛利伊吹, 佐々木淳, 杉山明子共著 有斐閣 2015

### 翻訳
- W.ドライデン,R.レントゥル『認知臨床心理学入門 認知行動アプローチの実践的理解のために』（監訳）東京大学出版会 1996
- R.M.コワルスキ,M.R.リアリー『臨床社会心理学の進歩 実りあるインターフェイスをめざして』安藤清志共監訳 北大路書房 2001
- A.ウェルズ,G.マシューズ『心理臨床の認知心理学 感情障害の認知モデル』箱田裕司,津田彰共監訳 培風館 2002
- マックス・バーチウッド,クリス・ジャクソン『統合失調症 基礎から臨床への架け橋』石垣琢麿共訳 東京大学出版会 2006
- デイビッド・A.クラーク『侵入思考 雑念はどのように病理へと発展するのか』杉浦義典,小堀修,山崎修道,高瀬千尋共訳 星和書店 2006
- P.ガレティ,D.ヘムズレイ『妄想はどのようにして立ち上がるか』（監訳）ミネルヴァ書房 2006
- デイビッド・M.クラーク,アンケ・エーラーズ『対人恐怖とPTSDへの認知行動療法』編集・監訳 星和書店 2008
- マイケル・ニーナン, ウィンディ・ドライデン『認知行動療法100のポイント』石垣琢麿共監訳 東京駒場CBT研究会訳 金剛出版 2010
- ポール・サルコフスキス『強迫性障害への認知行動療法 講義とワークショップで身につけるアートとサイエンス』小堀修, 清水栄司,伊豫雅臣共監訳 星和書店 2011
- デイビッド・ファウラー, フィリッパ・ガレティ, エリザベス・カイパース『統合失調症を理解し支援するための認知行動療法』石垣琢麿共監訳 東京駒場CBT研究会訳 金剛出版 2011

## 論文
- 丹野義彦